# Cedry Małe
Cedry Małe is een plaats in het Poolse district  Gdański, woiwodschap Pommeren. De plaats maakt deel uit van de gemeente Cedry Wielkie en telt 927 inwoners.

## Verkeer en vervoer
- Station Cedry Małe (gesloten in 1974)